# Varennes-Changy

Varennes-Changy este o comună în departamentul Loiret din centrul Franței. În 1 ianuarie 2022 avea o populație de 1.483 de locuitori.